# Comatacta tricincta
Comatacta tricincta är en tvåvingeart som först beskrevs av Fabricius 1805.  Comatacta tricincta ingår i släktet Comatacta och familjen parasitflugor. Inga underarter finns listade i Catalogue of Life.